# Kilboghamn
Kilboghamn est une localité du comté de Nordland, en Norvège.

## Géographie
Administrativement, Kilboghamn fait partie de la kommune de Rødøy.